# Hawkeye (superheld)
Hawkeye, het alter ego van Clinton Francis "Clint" Barton, is een fictieve superheld uit de strips van Marvel Comics, die ook lange tijd lid was van de Avengers. Hij werd bedacht door Stan Lee en Don Heck, en verscheen voor het eerst in Tales of Suspense #57 (september 1964). In vroege Nederlandse uitgaven heette hij Haviksoog.
Net als DC Comics’ Green Arrow, is Hawkeye een gekostumeerde boogschutter, die een groot aantal verschillende pijlen als wapens gebruikt.
De Nederlandse stem van Hawkeye wordt verzorgd door Martin van der Starre, voorheen  Wiebe Pier Cnossen. 

## Biografie
Clinton "Clint" Francis Barton liep op jonge leeftijd weg uit het weeshuis en sloot zich aan bij een circus, waar hij werd getraind door Swordsman en Trickshot. Na Iron Man in actie te hebben gezien besloot hij zelf ook een superheld te worden, maar zijn eerste pogingen daartoe waren niet succesvol. Hij werd zelfs door de politie aangezien voor een dief. De Sovjet spion Black Widow, wist hem over te halen voor haar te werken, totdat Hawkeye haar ware plannen ontdekte.
Hawkeye probeerde later lid te worden van de Avengers en werd geaccepteerd. Hij vocht samen met Captain America, Quicksilver en Scarlet Witch. Hawkeye wilde Black Widow ook lid laten worden, maar daar stemden zijn mede-avengers niet mee in.
Hawkeye bleef vele jaren lid van de Avengers. Hij nam ook weleens de rol van Henry Pyms voormalige alter ego Goliath aan, waarbij hij de gave kreeg om tot enorm formaat te groeien. Hij had ook een tijdje een relatie met Scarlet Witch, maar zij koos uiteindelijk voor Vision. Hij kreeg later een relatie met Mockingbird, en richtte samen met haar de West-Coast Avengers op (een Avengers team gestationeerd aan de westkust van de Verenigde Staten. Uiteindelijk liep ook deze relatie stuk. Mockingbird werd later gedood door Mephisto. Na haar dood verliet Hawkeye het team en de West-Coast Avengers werden opgeheven.
Een tijdje bevocht Hawkeye in zijn eentje de straatbendes van Los Angeles, in dezelfde stijl als Daredevil en Punisher. Uiteindelijk sloot hij zich toch weer bij de Avengers aan. Hij leek samen met hen om te komen tijdens het gevecht met Onslaught, maar werd in werkelijkheid gered door Franklin Richards.
Hawkeye gaf zijn positie bij de Avengers tijdelijk aan Justice en Firestar om zich bij de Thunderbolts, een groep van voormalige superschurken, aan te sluiten. Tijdens de “Avengers Disassembled” en de “House of M” opende Scarlet Witch tijdens een mentale inzinking de aanval op haar mede-avengers. Hawkeye leek hierbij weer om te komen, maar tijdens House of M verscheen hij levend en wel in de door Scarlet Witch gecreëerde realiteit. Net als de meeste anderen had hij geen herinneringen over de “echte” wereld en dacht dat dit de werkelijkheid was. Zijn geheugen, en dat van een paar andere helden, werd hersteld door de mutant Layla Miller. Hawkeye herinnerde hierdoor ook zijn dood in de echte wereld. Toen hij van Scarlet Witch een verklaring eiste, liet ze hem in het niets verdwijnen. Nadat de wereld was terugveranderd naar normaal vonden een paar van de helden in de ruïnes van het Avangers landhuis Hawkeyes kostuum en een krant waarin zijn dood werd vermeld.
Kort hierna, toen Jennifer Walters (She-Hulk) werkte aan een rechtszaak over een tijdreis, verzamelde ze een paar juryleden uit het recente verleden die nog niet waren beïnvloed door de vele media-aandacht rondom de zaak. Ook Hawkeye, in zijn burgeridentiteit, zat hiertussen (later werd onthuld dat She-Hulk expres juryleden koos die inmiddels waren overleden, zodat ze niet te veel invloed hadden op de tijdlijn). Hawkeye glipte weg uit de rechtszaal en nam zijn oude baan als held weer op zich.

## Krachten en vaardigheden
Hawkeye heeft geen bovenmenselijke krachten (met enige uitzondering van de momenten dat hij Henry Pyms alter ego Goliath overnam). Hij bezit echter wel uitzonderlijk hoge kracht en uithoudingsvermogen voor een normaal mens. Zijn reflexen zijn ongeveer op het maximum wat voor een mens mogelijk is. Hij is in staat tot het uitvoeren van acrobatische manoeuvres gelijk aan die van een olympisch atleet.
Hawkeye is vooral een meester met pijl-en-boog. Zijn vaardigheden als boogschutter zijn onovertroffen. Zijn pijl-en-boog is dan ook zijn voornaamste wapen in gevechten. Hij bezit ook over een groot arsenaal aan verschillende pijlen, zoals pijlen met explosieven, zuur, kabels, webben en rookbommen. Meestal heeft hij er 36 in de houder op zijn rug, maar voor noodgevallen heeft hij altijd een paar extra pijlen verstopt in zijn kostuum.
Hawkeye is ook een ervaren vechter, die getraind is door Captain America.

## Ultimate Hawkeye
In het Ultimate Marvel universum is Hawkeye een lid van de Ultimates, de ultimate marvel versie van de Avengers. Hij is hier partner van Black Widow, en net als de meeste ander Ultimates een stuk gewelddadiger dan zijn tegenhanger uit de standaard strips. Hij was eerst getrouwd en had drie kinderen, maar zijn familie werd gedood door gemaskerde agenten.
Ultimate Hawkeye is niet alleen een meester met pijl-en-boog, maar beschikt over dusdanige vaardigheid en accuraatheid dat hij elk scherp voorwerp in een wapen kan veranderen.

## In andere media

### Marvel Cinematic Universe
Sinds 2011 verscheen het personage in het Marvel Cinematic Universe en wordt vertolkt door Jeremy Renner. Hawkeye is een huurmoordenaar en een goede spion die in dienst zit van Nick Fury zijn organisatie genaamd S.H.I.E.L.D., daarnaast werkt hij voor zichzelf. Wanneer de wereld wordt aangevallen door Loki en de Chitauri wordt door Nick Fury de superheldengroep de Avengers in het leven geroepen waar Hawkeye naast Black Widow, Hulk, Iron Man, Thor en Captain America toe behoort. Zodra de wereld gered is blijft Hawkeye met de Avengers samenwerken. Niet veel later komt superschurk Ultron opdagen waar Hawkeye en de Avengers weer tegen strijden, na de eerste strijd met Ultron biedt Hawkeye de Avengers onderdak bij hem thuis. Hier wordt duidelijk dat Hawkeye een heel mooi huis heeft met een zwangere vrouw en twee kinderen, hier wist niemand iets van af. Niet veel later gaat de strijd tegen Ultron verder in Sokovia. In de strijd tegen Ultron komt hij bijna om het leven maar wordt hij gered door Quicksilver, die de kogels voor hem opvangt en daar zelf aan dood gaat.
Door de vele doden in Sokovia wil de regering de Sokovia akkoorden in het leven roepen zodat de Avengers alleen opgeroepen worden door de regering en niet meer uit zich zelf mogen werken. Captain America en Iron Man raken het hierover oneens en er vormen twee groepen superhelden die tegen elkaar strijden, Hawkeye steunt Captain America en wordt hierdoor uiteindelijk gevangen gezet. Nadat hij is uitgebroken door de hulp van Captain America besluit hij met pensioen te gaan om voor zijn inmiddels drie kinderen en vrouw te zorgen. Echter wanneer Thanos alle infinitystones bemachtigt roeit hij de helft van het leven in het universum uit, hierdoor vergaan Hawkeye zijn vrouw en kinderen tot as. Hawkeye weet niet wat er gebeurt en besluit de gedaante van Ronin aan te nemen en allemaal bendes op te sporen en uit te roeien. Vijf jaar later spoort Black Widow hem op en zij haalt hem over om terug te komen bij de overgebleven Avengers. Niet veel later maakt Iron Man een machine waarmee ze door de tijd kunnen reizen om de infinitystones eerder te verzamelen dan Thanos en daardoor zijn daden ongedaan te maken, waardoor alle overledenen terug komen. Hawkeye reist samen met Black Widow, Nebula en War Machine naar de planeet Morag waarna hij samen met Black Widow door reist naar de verlaten planeet Vormir. Op Vormir komt Red Skull (The Stonekeeper) tevoorschijn en vertelt dat ze de soul stone alleen kunnen bemachtigen als ze een geliefde van de klif gooien. Black Widow en Hawkeye belanden in een discussie wie er zich op moet opofferen, want beide willen de andere besparen. Dit mond uiteindelijk uit in een gevecht tussen de twee omdat ze elkaar proberen tegen te houden zodat ze zelf van de klif hun dood te gemoed kunnen springen. Hawkeye springt uiteindelijk van de klif maar Black Widow weet op het laatste moment hem met een touw aan de klif vast te schieten en springt ze zelf. Hawkeye houdt Black Widow aan haar arm vast. Wanneer Black Widow smeekt om haar los te laten zodat ze zich kan opofferen, laat hij los. Hier valt Black Widow haar dood te gemoed maar dankzij haar opoffering krijgt Hawkeye de soul stone. Met de steen keert een verslagen Hawkeye terug naar de Avengers in hun tijd en weten de Avengers uiteindelijk de daden van Thanos ongedaan te maken. Tegelijkertijd reist Thanos uit het verleden met zijn troepen naar het heden waardoor alle superhelden waaronder Hawkeye tegen hem strijden. Ze weten Thanos uiteindelijk te verslaan. Hawkeye is onder andere te zien in de volgende films en series:
- Thor (2011)
- The Avengers (2012)
- Avengers: Age of Ultron (2015)
- Captain America: Civil War (2016)
- Avengers: Endgame (2019)
- Black Widow (2021) (stem)
- What If...? (2021-2023) (stem) (Disney+)
- Hawkeye (2021) (Disney+)

### Series
- Hawkeye had een gastrol in de tv-show The Marvel Super Heroes uit 1966, met zijn stem gedaan door Chris Wiggins.
- Chris Cox nam Hawkeye's rol op zich in de serie The Avengers: Earth's Mightiest Heroes, hij een vaste rol in had.
- In de serie Iron Man werd zijn stem gedaan door John Reilly.
- Hij had een kleine verschijning als Giant-man in de serie Fantastic Four uit 1994 in de aflevering "To Battle the Living Planet".
- Hawkeye had een vaste rol in de animatieserie: The Avengers: United They Stand. Hier werd hij vertolkt door Tony Daniels.
- In The Super Hero Squad Show had hij meerdere gastrollen. Zijn stem werd gedaan door Adrian Pasdar.
- In de afleveringen "The Hawk and the Spider", "Iron Man 2099", "The Makluan Invasion part one: Annihilate!", and "The Makluan Invasion part two: Unite!", uit de serie Iron Man: Armored Adventures deed Andrew Francis zijn stem.
- Troy Baker deed zijn stem in zowel de serie Ultimate Spider-Man als in Avengers: Assemble!.

### Computerspelen
- Hawkeye verscheen als bespeelbaar personage in de computerspellen Captain America and the Avengers, Spider-Man: The Video Game en Marvel: Ultimate Alliance.
- Sinds 2014 is er een verzamelfiguur van het personage Hawkeye voor het computerspel Disney Infinity. Zodra deze figuur op een speciale plaats wordt gezet, verschijnt het personage online in het spel. Hiervoor wordt de Nederlandse stem ingesproken door Martin van der Starre.

## Overige Hawkeyes
- Hawkeye (Kate Bishop) - Een lid van de Young Avengers.
- Hawkeye (Lester) aka Bullseye - Een lid van de Dark Avengers
- Hawkeye (Skrull) - Een Skrull tijdens Secret Invasion